# Château de Clères
Le château de Clères est une demeure du XIe siècle, reconstruite au XIIIe siècle, puis remanié aux XVIe et XIXe siècles, qui se dresse sur le territoire de la commune française de Clères, dans le département de la Seine-Maritime, en région Normandie. L'édifice est inscrit au titre des monuments historiques.

## Localisation
Le domaine est situé, avenue du Parc, sur la commune de Clères, dans le département français de la Seine-Maritime.

## Historique
Le château est édifié au XIIIe siècle, près d'un donjon du XIe siècle. Berceau de la famille de Clères, il est partiellement démoli puis confisqué, en  1418, par Henri V après la bataille d'Azincourt lors de la guerre de Cent Ans. Il est reconstruit à la fin du XVe et au XVIe siècle,. Le 11 août 1563, Georges IV de Clères et son épouse Anne de Brézé, eurent l'honneur de recevoir le roi Charles IX. 
Pendant la Ligue, Jacques de Clères, baron du lieu, qui combattait avec Henri IV, y reçut le roi, en 1590 et 1592.
La seigneurie de Clères se transmet dans la famille de Clères jusqu'à Marie de Clères, mariée en 1621 avec François II de Fontaine-Martel qui prend le titre de comte de Clères. Les Fontaine-Martel, ardents partisans de la Fronde, voient leur château de Clérel pris en 1649 par les troupes royales du marquis de Sourdéac, Alexandre de Rieux.
Les descendants de Marie et de François II se transmirent le comté jusqu'à Louise Suzanne Edmée Martel de Clères, mariée en 1760 avec Armand Joseph de Béthune, duc de Charost, baron d'Ancenis, seigneur de Meillant, pair de France (1738-1800). À la fin du XVIIIe et au début du XIXe siècle, le château n'est plus habité[réf. nécessaire].
En 1837, il échoit aux Béarn. L'édifice est restauré en 1865 par Hector de Galard, prince de Béarn, neveu de la duchesse de Charost, qui avec l'aide de l'architecte Henri Parent agrandit le château et « enrichit », avec le sculpteur rouennais Foucher ses façades dans le goût néogothiqueref name="Seydoux_1998" />. Le parc est alors redessiné<, par le paysagiste Bussigny.
Jean Delacour l'acquiert en 1920 et transforme le domaine en parc zoologique.
Le château est endommagé pendant la Première Guerre mondiale.
Le château, avec le parc zoologique, est la propriété du Muséum d'histoire naturelle de 1966 à 1989, date à laquelle il est racheté par le conseil départemental de la Seine-Maritime.

## Description
Le château est bâti en pierres, silex et grès.

## Protection
L'ensemble du bâti historique du château, à savoir les deux ailes de bâtiments entourant la cour : château, communs et manoir avec la terrasse sur laquelle ils sont situés, avec la motte et les ruines, ainsi que le portail et la maison du régisseur, tel que délimité sur le plan annexé à l'arrêté est inscrit au titre des monuments historiques par arrêté du 9 mai 2017.